# Улька (приток Лабы)

Бассейн Кубани

У́лька (адыг. Улэжъый; устар. Уль) — река в Республике Адыгея России, левый приток Лабы (бассейн Кубани). Устье реки ранее находилось в 48 км по левому берегу реки Лаба, сейчас оно теряется в заливных полях у хутора Весёлый. Длина реки — 100 км, площадь водосборного бассейна — 402 км².
Достоверно неизвестно, что означает топоним. По одной из версий, адыг. ул имеет тюркские корни и переводится как «благотворная вода». Есть и версии на основе адыгского корня — от адыгского женского имени Улэ или от адыг. улэ — «пчелиная семья».

## Притоки
- 35 км: Грязнуха (пр.)
- 42 км: Айрюм (нижний) (пр.)
- 66 км: Айрюм (верхний) (пр.)[4].

## Данные водного реестра
По данным государственного водного реестра России относится к Кубанскому бассейновому округу, водохозяйственный участок реки — Лаба от впадения реки Чамлык и до устья. Речной бассейн реки — Кубань.
Код объекта в государственном водном реестре — 06020000912108100004194.